# Comuna Hannopil, Slavuta
Hannopil (în ucraineană Ганнопіль) este o comună în raionul Slavuta, regiunea Hmelnîțkîi, Ucraina, formată din satele Dosin, Hannopil (reședința), Hlînnîkî, Horostok și Sosnivka.

## Demografie
Componența lingvistică a comunei Hannopil
     Ucraineană (98,93%)
     Alte limbi (1,06%)
Conform recensământului din 2001, majoritatea populației comunei Hannopil era vorbitoare de ucraineană (98,93%), existând în minoritate și vorbitori de alte limbi.